# Penny Mordaunt
Penny Mordaunt (właśc. Penelope Mary Mordaunt, ur. 4 marca 1973 w Torquay) – brytyjska polityczka, członkini Partii Konserwatywnej. Od 2010 do 2024 posłanka do Izby Gmin z okręgu Portsmouth North.

## Życiorys

### Młodość i wykształcenie
Pochodzi z rodziny o tradycjach wojskowych. Imię Penelope, które otrzymała, nawiązuje do okrętu HMS Penelope. Gdy miała 15 lat, jej matka zmarła na nowotwór, wkrótce nowotwór zdiagnozowano także u jej ojca, którego zdołano wyleczyć. Choroba i śmierć w rodzinie spowodowała problemy finansowe. By móc kontynuować naukę, Penny pracowała fizycznie w fabryce Johnson & Johnson, a także jako asystentka iluzjonisty.
W 1995 roku ukończyła studia z dziedziny filozofii na University of Reading. W roku poprzedzającym studia oraz w trakcie rocznej przerwy w nauce pracowała w rumuńskich sierocińcach.

### Działalność polityczna
W latach 90. działała w młodzieżowym skrzydle Partii Konserwatywnej (Young Conservatives).
W 2005 roku bez powodzenia starała się o mandat poselski w okręgu Portsmouth North. Mandat w tym samym okręgu zdobyła w 2010, uzyskując następnie reelekcję w 2015, 2017 i 2019 roku. W pierwszym gabinecie Davida Camerona była podsekretarzem stanu do spraw decentralizacji (2014–2015), po wyborach parlamentarnych i utworzeniu przez Camerona kolejnego rządu objęła urząd podsekretarza stanu do spraw sił zbrojnych. W trakcie kampanii przed referendum w 2016, należała w Partii Konserwatywnej do grupy czołowych zwolenników wystąpienia Zjednoczonego Królestwa z Unii Europejskiej. W drugim gabinecie Theresy May pełniła od 2017 do 2019 roku funkcję ministra rozwoju międzynarodowego, a następnie od 1 maja do 24 czerwca 2019 ministra obrony Wielkiej Brytanii, jako pierwsza kobieta na tym stanowisku. W okresie 2018–2019 pełniła równolegle funkcję ministra równouprawnienia. Od 16 września 2021 do 6 września 2021 była ministrem stanu ds. polityki handlowej w Departamencie Handlu Międzynarodowego. 
W lipcu 2022, w związku z ogłoszeniem przez Borisa Johnsona rezygnacji z funkcji premiera Wielkiej Brytanii oraz lidera Partii Konserwatywnej, zgłosiła swoją kandydaturę na lidera partii. Była typowana przez bukmacherów jako kandydat z największymi szansami na zwycięstwo, została jednak wyeliminowana w piątej turze głosowania.
6 września 2022 weszła w skład gabinetu Liz Truss, obejmując urzędy przewodniczącej Izby Gmin i lorda przewodniczącego Rady. 10 września 2022 w Pałacu Św. Jakuba, jako pierwsza kobieta w historii, przewodniczyła Radzie Akcesyjnej – zwołanej, w związku ze śmiercią królowej Elżbiety II i wstąpieniem na tron króla Karola III. 
21 października 2022, po rezygnacji Liz Truss z funkcji liderki Partii Konserwatywnej, jako pierwsza ogłosiła zamiar ubiegania się o przywództwo w partii, lecz 24 października wycofała swoją kandydaturę. W powstałym następnego dnia gabinecie Rishiego Sunaka, utrzymała te same stanowiska rządowe. 6 maja 2023 uczestniczyła w  koronacji króla Karola III i królowej Kamili w Opactwie Westninsterskim. Jako pierwsza kobieta w historii, przez większość czasu w trakcie tej uroczystości trzymała Miecz Stanu, a następnie Miecz Ofiarowania – co było szeroko komentowane, m.in. w mediach społecznościowych i spotykało się z uznaniem z wielu stron. 
Nie uzyskała reelekcji w wyborach w 2024. 5 lipca 2024, w następstwie dymisji premiera Rishiego Sunaka, zakończyła sprawowanie funkcji rządowych.  

### Życie prywatne
W 1999 wyszła za mąż za kolegę ze studiów Paula Murraya. Rok później małżeństwo zakończyło się rozwodem. Następnie (do 2016) pozostawała w związku z przedsiębiorcą i muzykiem Ianem Lyonem.
W 2014 uczestniczyła w drugiej brytyjskiej edycji programu Splash!, gdzie zajęła 12. miejsce.
Mieszka w Portsmouth.